# وینس ماسوکا
وینس ماسوکا (به انگلیسی: Vince Masuka) یک شخصیت خیالی خلق شده توسط جف لیندسی در سری کتاب‌های دکستر و مجموعه تلویزیونی با همین نام می‌باشد. در مجموعه تلویزیونی بازیگر کره‌ای-آمریکایی، سی اس لی نقش وینس ماسوکا را به عنوان متخصص پزشکی قانونی ایفا می‌کند. او در کنار دکستر مورگان در آزمایشگاه بخش جنایی پلیس میامی و صحنه‌های جرم حضور دارد. او در طول سریال اغلب شوخی‌های نامناسب و با زمینه های جنسی می‌کند. در کنار مسخرگی و علاقه زیاد به مسائل جنسی، ماسوکا در کار خود یک شخصیت باهوش و حرفه‌ای است که به همین دلیل گاهی از مواقع باعث نگرانی دکستر می‌شود.